# 聲放射力
聲放射力（英語：Acoustic radiation force）( ARF )是一種聲學現象，當聲波遇到障礙物時，與此物體產生交互作用，變產生了聲放射力。通常，施加在障碍物上的力是通过对其时变表面上的声辐射压力（由于声波的存在）进行积分来评估的。

## 公式
声放射力的大小可以由以下公式得出：
{\displaystyle |F^{rad}|={\frac {2\alpha I}{c}}}
其中：
- {\displaystyle |F^{rad}|} 是每单位体积的力，單位是kg/(s2cm2)；
- {\displaystyle \alpha }是吸收系数，单位为Np/cm (Neper/cm)；
- {\displaystyle I}是给定位置的声波强度，單位為W/cm2；
- {\displaystyle c}是介质中的聲速，单位为cm/s。

不同頻率下的聲波產生的聲放射力不同，越高頻率的吸收係數越大，然而聲波強度{\displaystyle I}則越小。水的吸收係數為     0.002dB/(MHz2cm) 氣泡受到聲放射力影響時，會有聲致發光現象。